# Ä
"Ä" o "ä" (escucharⓘ), es un carácter que representa tanto una letra de varios alfabetos, como una letra A con umlaut o diéresis.

## En alemán

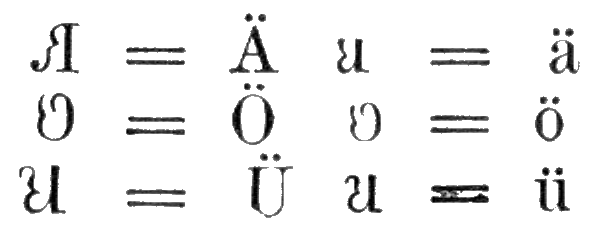
Johann Martin Schleyer propuso en Volapük una forma alternativa para Ä en el idioma alemán.

En el alfabeto alemán, representa una A con umlaut, es una letra separada y tiene asignado el fonema /ɛ(ː)/.

## En idiomas escandinavos
En sueco, la Ä surge de la A con umlaut del alemán. No es considerada simplemente una modificación de la A, sino una letra independiente, y se ubica después de la Z y la Å, pero antes de Ö. Es pronunciada como [æ] cuando precede a la r, o como una ɛ. Cuando un teclado no puede producir la letra, ä puede escribirse como "ae".
En los idiomas islandés, danés y noruego, la letra Æ es usada como la Ä del idioma sueco.

## En otros idiomas
La letra Ä aparece en los idiomas finés, estonio, letón, eslovaco y luxemburgués.
En finés, estonio y letón se pronuncia como la a de car en inglés, aunque a veces se pronuncia como ɛ. No pasa como con la A con umlaut del alemán, esta Ä no puede escribirse como "ae". 
En finés, su nombre es [æː], no "A con dos puntos", desde que Ä representa un fonema no emparentado con A. Su orden en el alfabeto es como en el alfabeto sueco. La Ä no puede escribirse como a ya que causa diferencias entre el significado de las palabras. 
En el eslovaco, la Ä se pronuncia como ɛ (o de forma arcaica como [æ]). El signo diacrítico es llamado dve bodky ("dos puntos"), y el nombre de la letra es a s dvomi bodkami ("a con dos puntos") .

## En idiomas indígenas americanos
La letra Ä aparece en los idiomas aymara, otomí, mixe y cabécar.
En el alfabeto otomí, representa una A con diéresis, es una letra separada y pronunciada como æ de igual forma que en alemán. Este fonema fue introducido en 1994 por la língüista alemana Veronika Krügel, quien ayudó a conformación de alfabeto de la lengua otomí, empezando por la auto denominación del grupo étnico el cual es ñhähñu.

## Tipografía
Históricamente la A con diéresis se escribía como una A con dos puntos encima, mientras que la A con umlaut se desarrolló a partir de una A con una pequeña E encima. Esta E con el tiempo se convirtió en dos puntos. 
En la tipografía moderna, no existía espacio suficiente en las máquinas de escribir y después para los teclados de computadora para la a con diéresis y la a con umlaut. Puesto que parecían casi idénticos los dos caracteres se combinaron, cosa que también fue realizado en la codificación de caracteres de los ordenadores como ISO 8859-1. Como consecuencia de ello no había manera de diferenciar entre los caracteres diferentes. Si bien Unicode proporciona una solución, casi nunca se utiliza.
En todo caso, al no existir la posibilidad de escribir la letra con el umlaut alemán, se procede a sustituir la ä por ae. 
En los idiomas tártaro y azerí, la Ä se usa para representar la ə (schwa) en situaciones que este carácter no esté disponible. En turkmeno se ha empezado a usar oficialmente la Ä en lugar del schwa.

## Unicode
En Unicode, la mayúscula Ä está codificada en U+00C4 y la minúscula ä está codificada en U+ 00E4.
| Carácter      | Ä                                     | Ä                                     | ä                                   | ä                                   |
| ------------- | ------------------------------------- | ------------------------------------- | ----------------------------------- | ----------------------------------- |
| Unicode       | LATIN CAPITAL LETTER A WITH DIAERESIS | LATIN CAPITAL LETTER A WITH DIAERESIS | LATIN SMALL LETTER A WITH DIAERESIS | LATIN SMALL LETTER A WITH DIAERESIS |
| Codificación  | decimal                               | hex                                   | decimal                             | hex                                 |
| Unicode       | 196                                   | U+00C4                                | 228                                 | U+00E4                              |
| UTF-8         | 195 132                               | C3 84                                 | 195 164                             | C3 A4                               |
| Ref. numérica | &#196;                                | &#xC4;                                | &#228;                              | &#xE4;                              |
| Ref. entidad  | &Auml;                                | &Auml;                                | &auml;                              | &auml;                              |